# Quart de Poblet (kommun)
Quart de Poblet är en kommun i Spanien.   Den ligger i provinsen Província de València och regionen Valencia, i den östra delen av landet, 300 km öster om huvudstaden Madrid. Antalet invånare är 25 292. Arean är 19,6 kvadratkilometer. Quart de Poblet gränsar till Valencia, Aldaia, Manises, Mislata, Paterna, Riba-roja de Túria, Xirivella och Chiva. 
Terrängen i Quart de Poblet är platt.